# Université norvégienne pour les sciences de la vie
L'université norvégienne pour les sciences de la vie (norvégien : Norges miljø- og biovitenskapelige universitet, NMBU anciennement UMB) est une université publique située près d'Oslo, en Norvège. Elle est plus précisément localisée dans la ville de Ås, comté d'Akershus, et compte environ 3 800 étudiants.
Cette université partage une partie de ses locaux avec l'institut Bioforsk.